# 布赫布克爾格拉本河
49°54′08″N 9°37′21″E / 49.902216°N 9.622451°E
布赫布克爾格拉本河（德語：Buchbuckelgraben），是德國的河流，位於該國東南部，由巴伐利亞負責管轄，屬於弗蘭克巴赫河的右支流，河道全長1.1公里，河口處在羅登以北。